# Jbel Bani
Der Gebirgszug des Jbel Bani (Berbersprache: Adrar n’Bani) ist mit seiner Höhe von maximal 910 m die höchste Erhebung in der Provinz Tata in der Region Souss-Massa im äußersten Süden Marokkos. Er gehört geologisch zum Antiatlas-Gebirge, dessen Berge in der französischen Protektoratszeit (1912 bis 1956) erst- und letztmals vermessen wurden.

## Lage
Der Jbel Bani erstreckt sich etwa 40 km (Luftlinie) südwestlich und nordöstlich des Dorfes Icht, welches sich ca. 80 km südwestlich der Kleinstadt Akka befindet.

## Beschreibung
Wie nahezu alle Berge des Antiatlas ist auch der Jbel Bani geprägt von stark erodierten Felsen und losem Geröll. In der gesamten Region fällt kaum Regen, so dass das Gebiet noch nicht einmal von Schaf- und Ziegenherden beweidet werden kann.

## Besteigung
Aufstieg und Abstieg sind für geröll- und hitzegeübte Bergwanderer innerhalb von etwa zwei bis drei Stunden zu bewerkstelligen (Trinkwasser mitnehmen!), wobei man sich dem Bergstock auf der N17 mit dem PKW bis auf etwa 3 km (oder weniger) nähern kann – von dort beträgt der zu überwindende Höhenunterschied nur noch etwa 350 m.